# ラ・カンパネラ
『ラ・カンパネラ』（La Campanella）は、フランツ・リストのピアノ曲。ニコロ・パガニーニのヴァイオリン協奏曲第2番第3楽章のロンド『ラ・カンパネラ』の主題を編曲して書かれた。名前の Campanella は、イタリア語で「鐘」という意味である。
リストが「ラ・カンパネラ」を扱った作品は4曲存在するため、以下に作曲された順に紹介する。最終稿の『パガニーニによる大練習曲』第3番は、数多くあるリストの作品の中でも最も有名なものの一つ。

## 『パガニーニの「ラ・カンパネラ」の主題による華麗なる大幻想曲』
(Grande fantaisie de bravoure sur "La clochette" de Paganini, S. 420)

『パガニーニの「鐘」によるブラヴーラ風大幻想曲』とも呼ばれる。1831年から1832年にかけて作曲され、1834年に出版された。「ラ・カンパネラ」を扱った最初の作品である。ニコロ・パガニーニのヴァイオリンの演奏を聴き、大きな衝撃を受けたリストが「僕はピアノのパガニーニになる！」と決意し、自らの技術を磨き上げて作り上げたと伝えられる。この曲はリストが作った曲の中でもかなり難しい部類に入ると思われる。そのため動画サイトではこの版のカンパネラを弾く人は数人しかいないため、幻の曲とされている。

## 『パガニーニによる超絶技巧練習曲』第3番 変イ短調
(Études d'exécution transcendante d'apres Paganini, S. 140)
1838年に作曲された、全6曲からなるパガニーニによる超絶技巧練習曲の第3番。最近ではSNSの影響もあって知名度が上がり、この版のカンパネラにも挑戦する人が増えてきている。この版ではパガニーニのヴァイオリン協奏曲第1番第3楽章のロンドの主題（4分の4拍子）も用いており、後半はこの主題が中心になって変イ長調で終結する。なお、2014年8月に出版された『リスト/パガニーニ大練習曲集(原典版)』（全音楽譜出版社）では、巻末に本曲の初版が収録されているが、日本国内での出版はこれが初である。

## 『パガニーニの「ラ・カンパネラ」と「ヴェニスの謝肉祭」の主題による大幻想曲』
（Grande fantaisie (variations) sur des themes de Paganini: La clochette et le carnaval de Venise, S. 700i）
作曲は1845年で、改作版の『パガニーニの主題群による大幻想曲（Grande fantaisie (variations) sur des themes de Paganini）』S. 700ⅱが同年に作曲されている。どちらも演奏の機会は無いに等しく、レスリー・ハワードのリスト全集にのみ収録されている。1989年にムジカ・ブダペスト出版社(Editio Musica Budapest Zeneműkiadó)から初めて出版された。
『パガニーニの「ラ・カンパネラ」によるブラヴーラ風大幻想曲(以下S.420と表記する)』と同じくイ短調で始まり、「ラ・カンパネラ」の主題と「ヴェニスの謝肉祭」の主題が交代で現れる。「ラ・カンパネラ」の主題を扱った部分は、S.420と共通したものと新たに作曲された部分がともに含まれる。リストはS.700a（未完）で「ヴェニスの謝肉祭」を単独で扱っている。
この作品は未完の作品であり、演奏する際は、出版社などの加筆よって完成された譜面を使うのが一般的である。以下の解説はムジカ・ブダペスト社の楽譜を参照にしたものである。
リストが残した自筆譜の29小節目では、第9音の後は楽譜が途切れて「etc.」と書かれており、空白が空いて30小節目に移っている。29小節目の前半はS.420の59小節目の始まりと一致しており、この部分について、リストはS.420の59〜67小節目を参考にしたと推測されている。ムジカ・ブダペスト社の楽譜では、29小節目から30小節目にかけて、S.420の該当部分を参考にした譜面が書かれており、一般的に、演奏する際もそのように演奏される。
また、リストのS.700iの自筆譜では、終盤(ムジカ・ブダペスト社の楽譜だと293〜319小節目)で譜面に取り消し線が引かれている。しかし、ムジカ・ブダペスト社の楽譜では注訳とともに取り消し線が引かれていた箇所も書かれており、演奏する際は、該当部分も演奏されるのが一般的である。
さらに、S.700iiの最終変奏(ムジカ・ブダペスト社の楽譜だと471小節目〜)では、変奏が始まった直後に譜面が途切れている。譜面が途切れている476小節目の始まりは、276〜284小節目と似た変奏であることを示唆しており、この作品を最初に出版したメズ・イムレ(Mező Imre) は、276〜284小節目を参考にし、最終変奏を書き足した。
コーダも譜面が途中で途切れており、空白になっている。この部分は一般的に、レスリー・ハワードによって作られた締め方が使われる。

## 『パガニーニによる大練習曲』第3番 嬰ト短調
(Grandes études de Paganini, S. 141)
1851年に作曲された、最も有名な版（パガニーニの原曲はこの年になって初めて出版されている）。『パガニーニによる超絶技巧練習曲』を改訂した『パガニーニによる大練習曲』の第3曲にあたり、異名同音の嬰ト短調で書かれている。今日「ラ・カンパネラ」として演奏されるほぼ全てがこの作品となる。

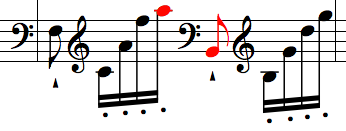
ラ・カンパネラの左手の跳躍の例。一気に約3オクターブも下がり、二音の鍵盤の距離は46cmに達する

リストは曲全体の構成を洗練し、ピアノの高音による鐘の音色を全面に押し出した。
全体として、器用さ、大きい跳躍における正確さ、弱い指の機敏さを鍛える練習曲として使うことができる。最大で15度の跳躍があり、この跳躍を16分音符で演奏した後に演奏者に手を移動する時間を与える休止がないまま2オクターブ上で同じ音符が演奏される。ほかにも薬指と小指のトリルなどの難しい技巧を含む。
A（嬰ト短調）-B（ロ長調）-A-B-A-B-A-コーダの簡単なロンド形式で書かれている。用いられる楽想はこれまでの「ラ・カンパネラ」やパガニーニの原曲と比較しても限定されているが、主題が登場する度に様々な装飾を加えることによって単調さを避けている。

冒頭

## 補足
- これらの主題は、パガニーニのオリジナルの主題とは一部変更されている。パガニーニの原曲をイ短調に直すと、E-E'-E'-D'-C'-C'-H-A-G#-A-H-E-E-F-E-D-C-H.-A.-C-H.-A.-E.となるが、リストはS.420以降、E-E'-E'-D'-C'-C'-H-A-G#-A-H-E-E-F-E-D-C-C-H.-A.-G#.-A.-H.と書き換えている。これは、パガニーニのオリジナルが1851年まで出版されず[2]、記憶を元にリストが作ったためとみられる。

（パガニーニによる原曲、冒頭）
- S.141は他の作曲家・演奏家によって再編曲されることもある。フェルッチョ・ブゾーニによるものが有名であり、またマルカンドレ・アムランの《短調のための12の練習曲》第3番は「ラ・カンパネラ」の再編曲である。

### 《パガニーニの「ラ・カンパネラ」の主題による華麗なる大幻想曲》を演奏したピアニスト
- レスリー・ハワード
- ブルーノ・メッツェナ
- セルジオ・フィオレンティーノ
- ジョン・オグドン
- マルコ・パシーニ
- 碇山典子
- ケマル・ゲキチ
- 小山実稚恵(テレビ番組内において一部のみ演奏)

### 《パガニーニによる超絶技巧練習曲》第3番を演奏したピアニスト
- ニコライ・ペトロフ
- レスリー・ハワード
- 大井和郎
- ジャンヌ＝マリー・ダルレ
- ゴラン・フィリペツ
- ヴォイチェフ・ヴァレチェク
- 阪田知樹
- Elisa Tomellini

### 《パガニーニによる大練習曲》第3番の演奏者として名高いピアニスト

#### 日本以外
あ行
- アグスティン・アニエヴァス
- マルカンドレ・アムラン
- ゲザ・アンダ
- セシル・ウーセ
- ジョン・オグドン
- アリス＝紗良・オット

か行
- アンドレイ・ガヴリーロフ
- エフゲニー・キーシン
- フランス・クリダ
- ケマル・ゲキチ
- ルイス・ケントナー

さ行
- ジョルジュ・シフラ

た行
- ミッシャ・ディヒター
- フランソワ＝ルネ・デュシャーブル

は行
- レナード・ペナリオ
- フジコ・ヘミング
- ホルヘ・ボレット

ら行
- アリシア・デ・ラローチャ
- ユンディ・リ
- ヴァレンティーナ・リシッツァ
- ラン・ラン

わ行
- アンドレ・ワッツ

#### 日本
あ行
- 青柳晋
- 及川浩治

か行
- 小山実稚恵
- 後藤正孝

さ行
- 斎藤雅広
- 瀬田敦子

た行
- 辻井伸行
- TSUKEMEN

な行
- 中村紘子
- 長富彩
- 野島稔

### この曲をCMに使用
- 富士ゼロックス（現:富士フイルムビジネスイノベーション）

### この曲を劇中曲に使用
- アニメ世紀末オカルト学院（第3話 - 第5話、第10話、第12話）
- Vivy -Fluorite Eye's Song-（第8話）

### この曲をゲームに使用
- DJMAX Portable 3 - アレンジを加えて「La Campanella Nu Rave」として収録。フランツ・リストがコンポーサーとしてクレジットされている。
- Phigros - アレンジを加えて「Chronos Collapse - La Campanella」として収録。SunsetRayのアレンジによる。
- beatmania IIDX 20 tricoro - アレンジを加えて「Thor's Hammer」として収録。「ユニバーサル度胸兄弟」（角田利之と脇田潤による共作）のアレンジによる。
- ノスタルジア - アレンジを加えて「ラ・カンパネラ」として収録。リストがコンポーザーとしてクレジットされている。
- 太鼓の達人 - アレンジを加えて「ラ・カンパネラ」として収録。リストがコンポーザーとしてクレジットされている。
- ビューティフル塊魂  - チュートリアルステージのBGMとして収録。

### この曲をオマージュ
- Shut Down（BLACKPINK）- 一部がサンプリングされている。
- 幻想のエチュード （Scapegoat）- 一部がサンプリングされている。